# Miriam Bulgaru
Miriam Bianca Bulgaru (Alba Iulia, 8 de octubre de 1998) es una tenista rumana.

## Carrera
Bulgaru debutó en el WTA Tour en Torneo WTA de Bucarest 2018, pero perdió en primera ronda contra Yafan Wang.
En 2023 disputó el 125 de Liubliana, donde derrotó en primera ronda a Ashley Lahey, en segunda ronda a Kaja Juvan, a Dalma Gálfi en cuartos de final y perdió en semifinales contra Marina Bassols. Luego participó en el 250 de Cluj-Napoca, donde venció a İpek Öz en primera ronda y perdió contra Rebeka Masarova en segunda ronda. En noviembre jugó el 125 de Florianópolis y llegó hasta cuartos de final, al derrotar a Laura Pigossi en primera ronda, a Solana Sierra en segunda ronda y perdió contra Ajla Tomljanović. Luego participó en el 125 de Montevideo, donde derrotó a Anna Rogers en primera ronda, en segunda ronda a Eva Vedder y cayó en cuartos de final contra Renata Zarazúa.
En 2024 ganó su primer título WTA en el 125 de Bucarest. En el torneo derrotó en primera ronda a Nicole Fossa Huergo, en segunda ronda a Dejana Radanović, en cuartos de final a Alevtina Ibragimova, en semifinales a Ekaterine Gorgodze y venció en la final a Kathinka von Deichmann.